# Carsac-de-Gurson
Carsac-de-Gurson (trong tiếng Occitan Carsac de Gurçon) là một xã của Pháp, nằm ở tỉnh Dordogne trong vùng Aquitaine của Pháp. Xã này có diện tích 6,91 km2, dân số năm 1999 là 189 người. Xã nằm ở khu vực có độ cao trung bình 104 m trên mực nước biển.

## Thông tin nhân khẩu
năm 1864: 326
| Năm | 1962 | 1968 | 1975 | 1982 | 1990 | 1999 |
| --- | ---- | ---- | ---- | ---- | ---- | ---- |
| Dân số | 259  | 238  | 218  | 209  | 175  | 189  |
| From the year 1962 on: No double counting—residents of multiple communes (e.g. students and military personnel) are counted only once. |      |      |      |      |      |      |